# Motorola 6800
Motorola 6800 är en 8-bitars processor, tillverkad av det amerikanska företaget Motorola och kom 1975, strax efter att Intel hade släppt sin 8080 mikroprocessor. Processorn har 75 instruktioner, inklusive den ökända odokumenterade Halt and Catch Fire (HCF) bustestinstruktionen. Många första generationens mikrodatorer under 1970-talet som såldes på postorder, antingen som byggsats eller färdigmonterade, använde Motorolas 6800 som CPU.